# 葡萄

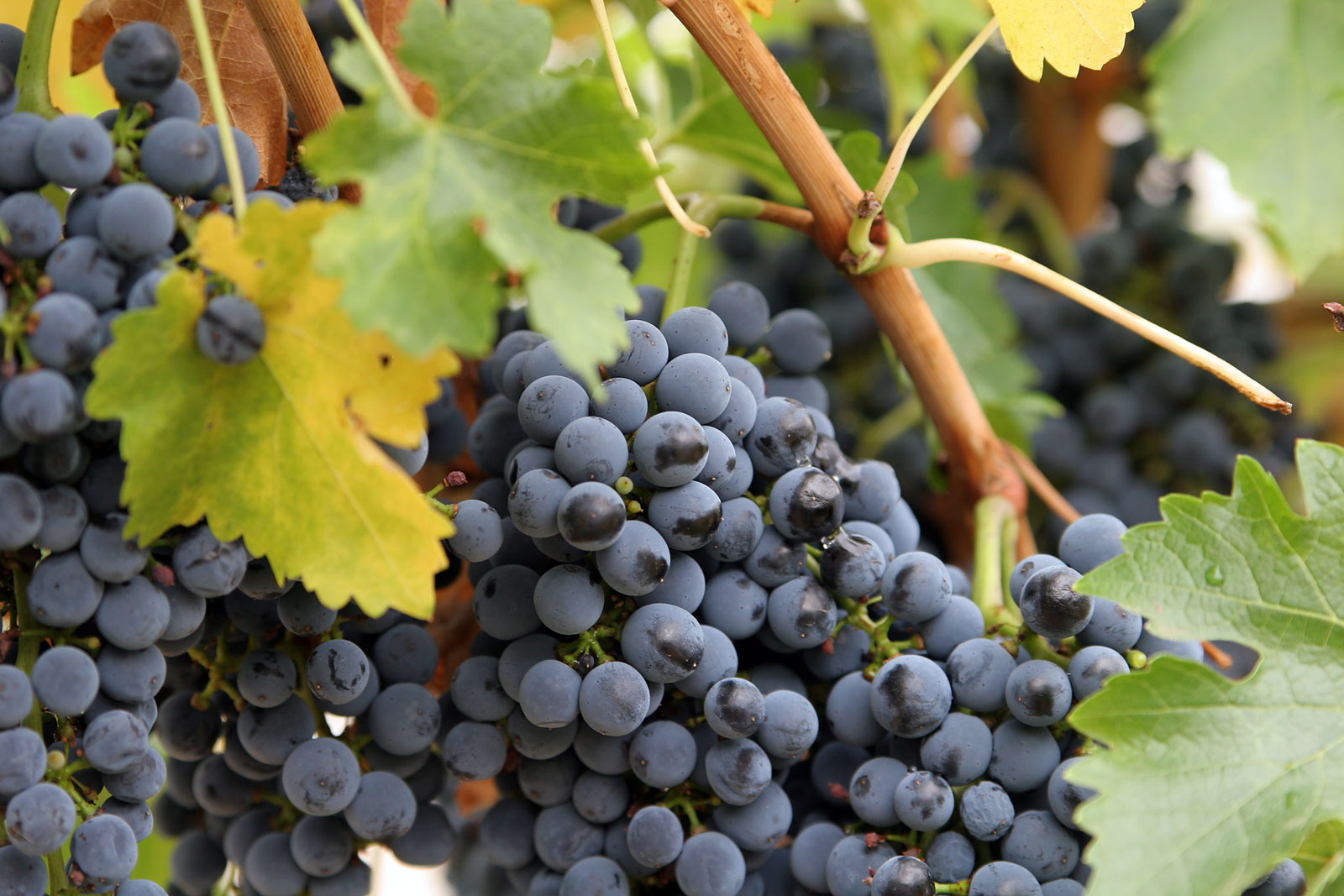
酿酒葡萄 Vitis vinifera

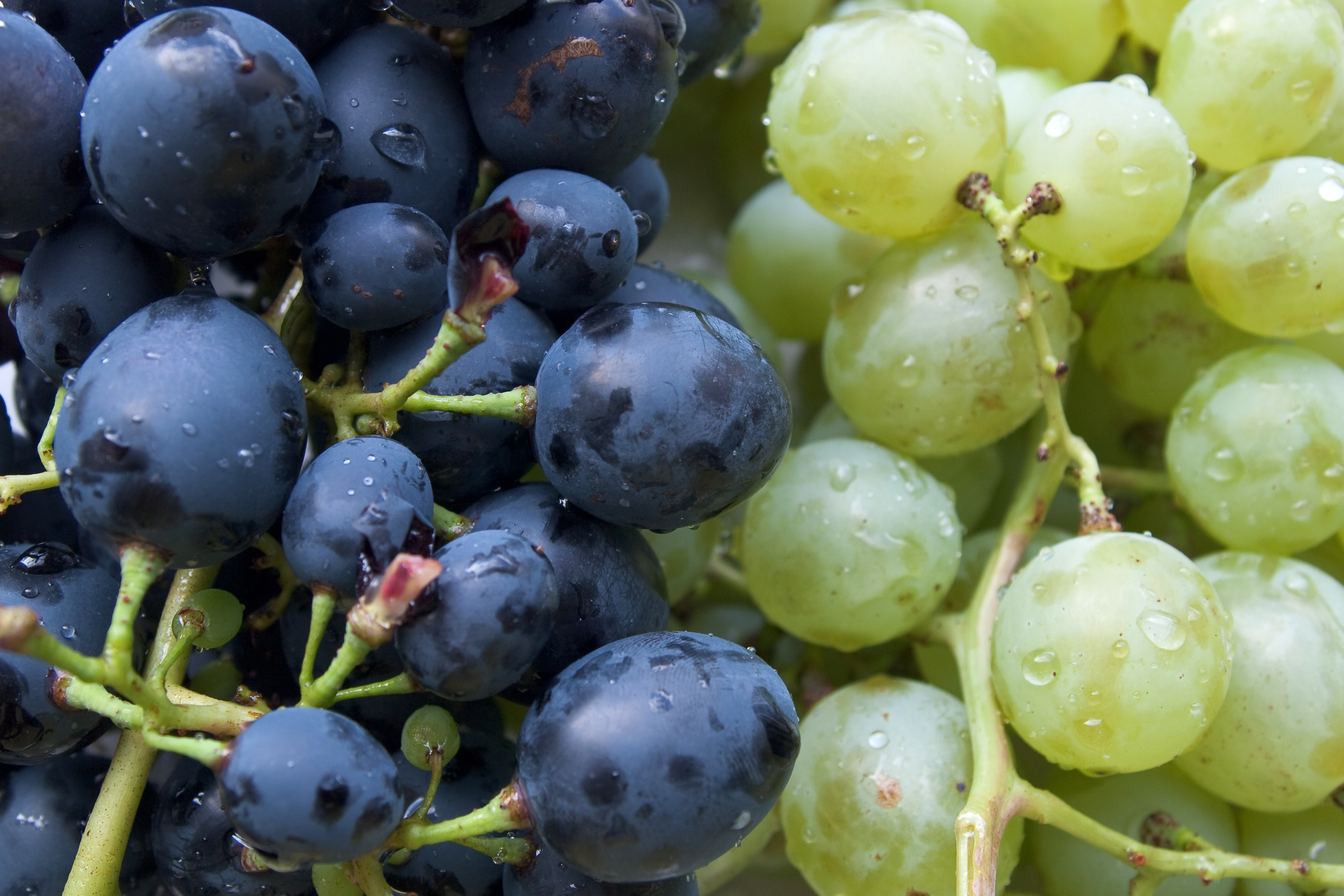
“白色”（浅绿色）和“黑色”（深蓝色）的鲜食葡萄

葡萄，古作蒲陶，是葡萄屬（学名：Vitis）植物的通称，是一类常见的落叶木质藤本植物，其果实是浆果类水果，成簇聚集在果序上。
葡萄可以生吃，其色美、气香、味可口。也用來酿造葡萄酒，或是用以生产果醬、果汁、果冻、葡萄籽精华素、葡萄干、香醋、葡萄籽油等等。葡萄的果实生长没有呼吸跃变（非更年性），即采摘后不会继续释放激素继续自行催熟。
在中国大陆的非广府话地区，“提子”常特指皮薄不易剥离、果肉硬脆、用于生食（而非酿造）的葡萄品种，多产于内蒙、新疆，或由外国进口。
欧洲葡萄起源于地中海、黑海和里海沿岸。在5000年前叙利亚、埃及、伊拉克、南高加索，與中亚细亚等地即有栽培。后向西沿地中海传到西欧，向东传到东亚。

## 词源
「葡萄」一詞源自古大宛語bādāwa，相當於今伊朗語bâde。「葡萄」一詞成為正式名稱以前，曾有多種書寫形式，《史記》和《漢書》中稱為蒲陶、《魏書》裡使用的是蒲萄。唐、金、明時用過蒲桃，金代詩人元好問撰《葡桃酒賦》稱為葡桃，明李時珍《本草綱目》和徐光啟《農政全書》中均稱為葡萄。

## 形态
落叶藤本植物，枝蔓细长。单叶互生，近圆形，近全缘或6～9裂，叶缘有锯齿。花序以及由叶变态发育而来的卷须与叶对生。花按性别分布可分为两性花、雌能花（雄蕊较短，花粉不孕）和雌花；野生种常为雌雄异株。每朵花5枚花瓣，顶部连生，花谢时自基部与花托分离，呈帽状脱落，花萼退化至几乎不存在。浆果多为圆形或椭圆形，有紅色、綠色、紫色等，果皮表面有蜡粉。

## 栽培

### 历史
葡萄人工栽培的历史开始于6000–8000年前的近东地区。
酵母是人类最早驯化使用的微生物之一，天然存在于葡萄的表皮上，这也促成了葡萄酒等酒精饮料的发明。在现今的格鲁吉亚地区，人类利用酵母生产葡萄酒的考古证据可以追溯到8000年前，也是葡萄酒在人类文化中占重要地位的最早证据。迄今已知最古老的葡萄酒庄位于现今的亚美尼亚境内，其建造时间可追溯至公元前4000年左右。早在公元9世纪，中东地区的波斯城市设拉子就以出产优质的葡萄酒而闻名，因此有观点认为西拉葡萄这一优质酿酒品种的命名就源自设拉子。古埃及的圣书体中也有栽培紫葡萄的记载，古代希腊、腓尼基和罗马也都有种植紫葡萄并酿酒的记录。后来葡萄的种植和葡萄酒的酿造被传播到欧洲的其他地区，随后传至亚洲、非洲和北美洲。
北美也有数种葡萄属物种，也是许多美洲原住民饮食的一部分。早期的欧洲殖民者认为这些种类的葡萄不适合酿酒，于是从欧洲引进了釀酒葡萄。19世纪，美国马萨诸塞州康科德市的农场主埃弗拉姆·布尔通过引种野生的美洲葡萄培育出了康科德葡萄，这种葡萄后来也成为了美国一种重要的农作物。
在中国，最早在《诗经》里就有葡萄的记载，表明早在殷商时代（公元前17世纪初——约公元前11世纪）人们就已经知道采集并食用各种野葡萄了。《周礼》中则有关于种植葡萄的记载。公元前138——前119年，汉武帝时期的著名探险家张骞出使西域时，从大宛带来了欧亚种葡萄及酿酒师。葡萄在中国古代曾被叫作“蒲陶”、“蒲萄”、“蒲桃”、“葡桃”等，葡萄酒则相应地叫做“蒲陶酒”等，词源即可能为中亚古希腊语葡萄一词发音的转译。葡萄从西域引入后，先至新疆，经河西走廊至西安，其后传至华北、东北及其它地区。在元代，葡萄的种植和葡萄酒的酿造达到鼎盛，官方出版的《农桑辑要》中就有对葡萄栽培的指导了。明代李时珍在《本草纲目》中写道：“葡萄，《汉书》作蒲桃，可造酒，人酺饮之，则醄然而醉，故有是名”。“酺”是聚饮的意思，“醄”是大醉的样子。故借“酺”与“醄”两字，改易草字头称做葡萄。

### 方法
葡萄种植后2～3年结果，生产期可达20年。根系发达，吸收根集中在20～60厘米土层中。欧洲葡萄根系在土温7～9℃时开始活动，12～14℃时发生新根。冬芽一般在春季气温达10℃后萌发抽生新梢。叶腋中的夏芽萌发成副梢。生长期要求温暖、阳光充足、夏季长期干燥等。最适宜温度为25～30℃。气温高、昼夜温差大，养分积累多、果实着色好、含糖量高。葡萄对土壤的适应性强，地下水位低于1米，大多土壤均可种植，含钙质多的最为适宜。葡萄主要用扦插、压条繁殖。
葡萄果实生长可以以转色期为转折点分为两个时期。转色期之前是果实的形成时期，主要是酸的积累，果实内含有大量苹果酸和单宁；转色期之后是果实的成熟时期，主要是累積糖份。

## 产量
栽培葡萄最多的国家为西班牙、意大利、俄罗斯和法国；其次为土耳其、葡萄牙、阿根廷、罗马尼亚和美国等。中国主产区在新疆，约占全国栽培面积30％以上。
根据联合国粮食及农业组织（FAO）2002年的统计，全世界有75,866平方公里的土地种植了葡萄。大约71%出产的葡萄被用来酿酒，27%作为新鲜水果，2%被制成干果。
现在还没有可靠地依照葡萄品种来统计的葡萄产量。大家一般认为种植最广泛地品种是蘇丹娜，在一些地方也被称做汤普森无核，其种植面积至少有3600km2（880,000英亩）。第二广泛地品种是阿依仑。其他比较普及的品种有赤霞珠、白苏维翁、品麗珠、梅洛、歌海娜、丹魄、雷司令、霞多丽等。
| 国家     | 面积（km²） |
| -------- | ----------- |
| 西班牙   | 11,750      |
| 法国     | 8,640       |
| 意大利   | 8,270       |
| 土耳其   | 8,120       |
| 美国     | 4,150       |
| 伊朗     | 2,860       |
| 罗马尼亚 | 2,480       |
| 葡萄牙   | 2,160       |
| 阿根廷   | 2,080       |
| 智利     | 1,840       |
| 澳大利亚 | 1,642       |
| 亚美尼亚 | 1,459       |
| 黎巴嫩   | 1,122       |

| 国家   | 产量 （2009年） （吨） | ‡   | 产量 （2010年） （吨） | ‡   | 占世界产量百分比 （2010年） |
| ------ | ---------------------- | --- | ---------------------- | --- | --------------------------- |
| 中国   | 8,039,091              |     | 8,651,831              |     | 12.67%                      |
| 意大利 | 8,242,500              |     | 7,787,800              |     | 11.40%                      |
| 美国   | 6,629,160              |     | 6,220,360              |     | 9.11%                       |
| 西班牙 | 5,573,400              |     | 6,107,200              |     | 8.94%                       |
| 法国   | 6,104,340              |     | 5,848,960              |     | 8.56%                       |
| 土耳其 | 4,264,720              |     | 4,255,000              |     | 6.23%                       |
| 智利   | 2,500,000              | (F) | 2,755,700              | (I) | 4.03%                       |
| 阿根廷 | 2,181,570              |     | 2,616,610              |     | 3.83%                       |
| 印度   | 1,878,000              |     | 2,263,100              | (I) | 3.31%                       |
| 伊朗   | 2,255,670              |     | 2,255,670              |     | 3.30%                       |
| 世界   | 67,901,744             | (A) | 68,311,466             | (A) | 100%                        |

‡ 脚注：
无符号 = 官方数据
(A) = 可能是官方，半官方或估计数据May include official, semi-official or estimated data
(F) = FAO估计值
(I) = FAO根据归因法估计
注释： 个别国家的数据没有被计入世界总产量，因为许多国家的产量被该表格忽略。被列在表内的国家的总产量在2010年大约占全世界产量的71.38%。
来源： Food And Agricultural Organization of United Nations: Economic And Social Department: The Statistical Division

## 种类

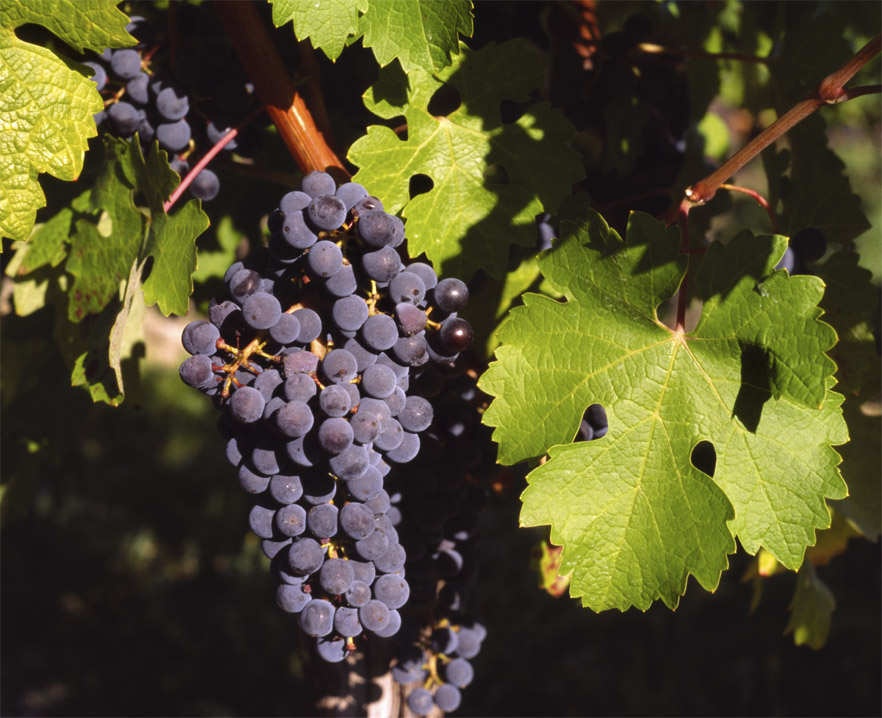
赤霞珠

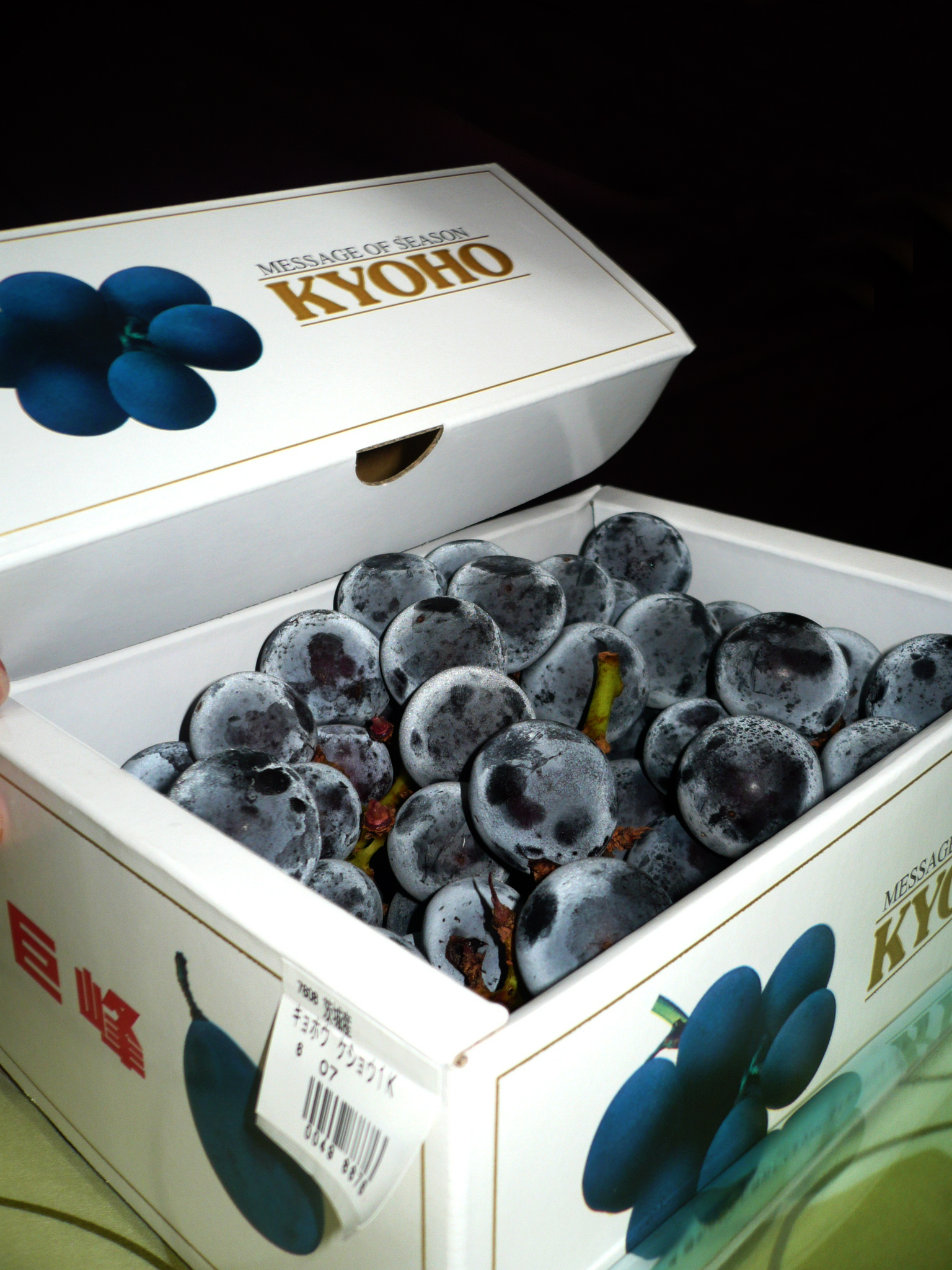
巨峰葡萄

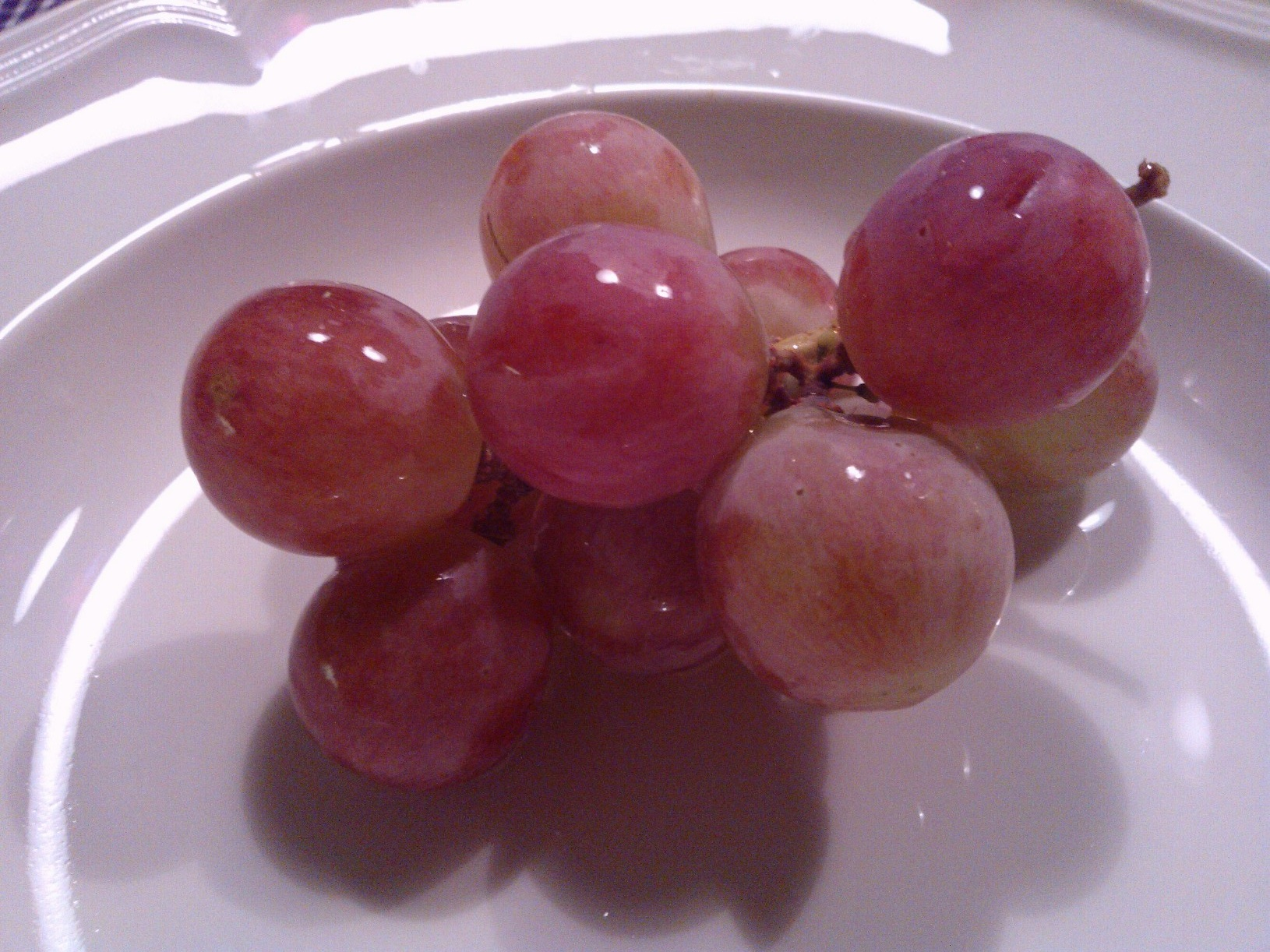
紅地球葡萄

葡萄属有81个物种，而品种多达上万种，其中大多基于原产于地中海及中亚的欧洲葡萄培育。亚洲和北美也有可食用的物种及栽培品种，但相对较少见。山葡萄是亚洲最重要的葡萄物种，最低可耐－40℃的低温，是培育抗寒葡萄的优良亲本，可作抗寒砧木，果实可酿葡萄酒。美洲的葡萄物种（美洲葡萄、河岸葡萄、砂地葡萄等）对根瘤蚜有较强抗性，可用作砧木嫁接酿酒葡萄品种；其中美洲葡萄衍生来的杂交品种康科德葡萄是北美洲较受欢迎的食用品类，多用于制作各式饮品和甜食。
按种群分类，葡萄可分为四大种群：欧亚种群、东亚种群、美洲种群、杂交种群。
按食用可分为五种：鲜食品种、酿造品种（其中最著名的種類是雷司令、奈加拉、碧霞珠等）、製罐品种、製汁品种、製乾品种。
按成熟期可分为：早熟品种、中熟品种、晚熟品种。
釀酒的品種甜度高但口感不佳，籽大皮厚果肉少，不適合直接食用；相對來說食用的品種也因為甜度較低、皮薄風味淡薄而不適合釀酒。

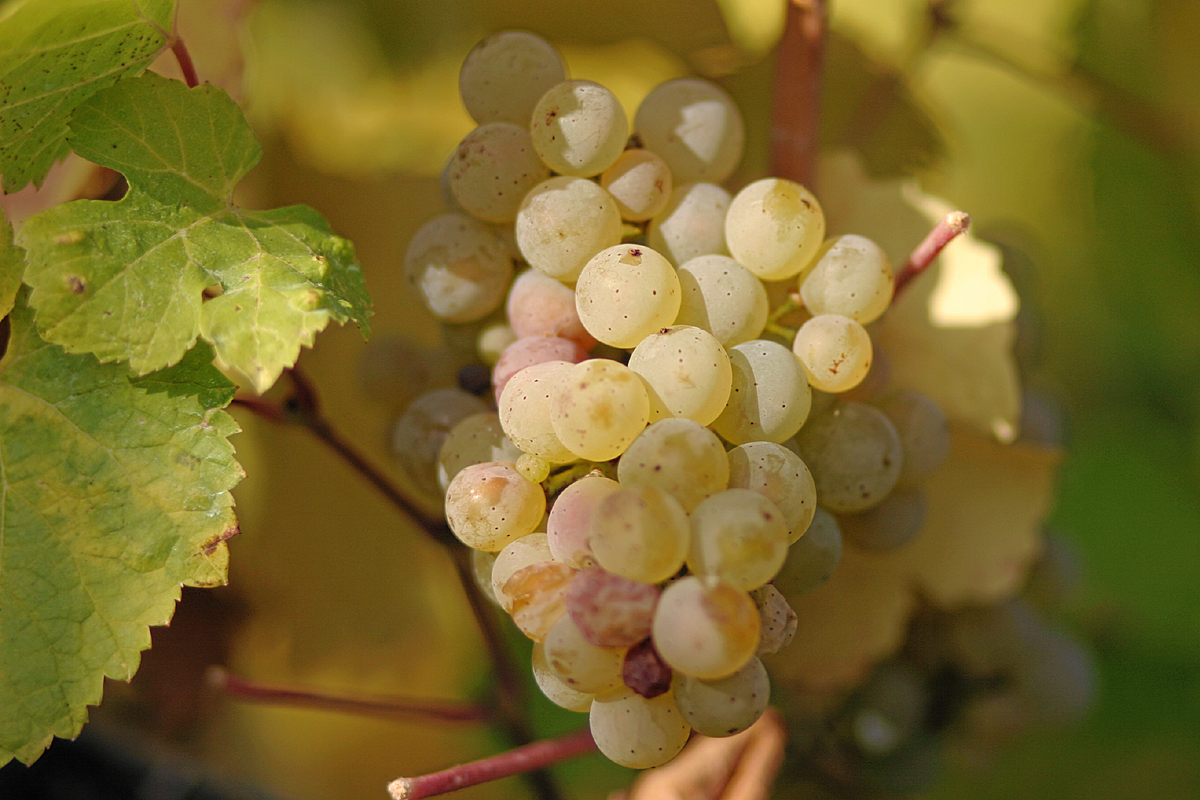
Riesling 葡萄

葡萄的著名品种如下：
歐洲
- Riesling 葡萄雷司令
- 赤霞珠赤霞珠
- 奈加拉葡萄
- 黑后葡萄
- 康可得葡萄
- 意大利(葡萄)
- 貝力A(葡萄)

亞洲
- 金香葡萄
- 巨峰葡萄巨峰葡萄
- 甲州葡萄
- Nehelescol
- 馬奶子葡萄
- 香印提子
- 貓眼葡萄
- 翠玉葡萄

美洲
- 加州葡萄
- 紅地球葡萄紅地球葡萄
- 無子葡萄

## 營養
葡萄僅含有微量鐵質，每100公克中只有0.36毫克的鐵質相當於3%的每日需求，並非優質鐵來源。但葡萄多酚、類黃酮、花青素等抗氧化成分則可能對人體具有助益。

## 健康
通过比较西方国家的饮食习惯，研究人员发现，虽然法国人的动物脂肪摄入量较高，但心脏病的发病率在法国仍然很低。 这种现象被称为法国悖论，被认为是由于经常饮用红酒以及其他饮食习惯的保护作用而产生的。 适度饮酒可能通过其轻微的抗凝作用和血管舒张作用来保护心脏。
尽管卫生当局通常不建议饮用葡萄酒，一些研究表明适度饮用，例如女性每天一杯红酒，男性每天两杯，可能对健康有益。 酒精本身可能对心血管系统有保护作用。

## 寵物禁忌
對貓狗而言，葡萄含磷、鋰離子，食用葡萄、葡萄乾或含有葡萄的食物可能會引起腎衰竭、尿毒症等嚴重的併發症，甚至致命。
宠物误食葡萄中毒普遍有以下症狀狀 （页面存档备份，存于）　：
- 食慾減低
- 嗜睡
- 虛弱 / 無精打釆
- 食用後數小時內嘔吐或腹瀉
- 按壓腹部會痛
- 脫水
- 口渴和尿液分泌增加
- 尿量減少或沒有

## 加工品
- 葡萄酒
- 葡萄干
- 葡萄汁
- 葡萄叶
- 香檳
- 葡萄籽油

## 延伸阅读
[在维基数据编辑]
 《欽定古今圖書集成·博物彙編·草木典·葡萄部》，出自陈梦雷《古今圖書集成》
 《植物名實圖考·葡萄》，出自吳其濬《植物名實圖考》

## 外部連結
- 葡萄, Putao （页面存档备份，存于） 藥用植物圖像數據庫 (香港浸會大學中醫藥學院) （中文）（英文）